# 山田真
山田 真（やまだ まこと、1941年6月22日 - ）は、日本の小児科医。岐阜県美濃市の生まれ。

## 人物
父親は軍医。父親の転勤で福岡に移ったが、父はさらに満州に転属となり、母と子は美濃に戻り、以後、そこで育った。
岐阜県立岐阜高等学校卒後、1967年東京大学医学部を卒業。以後、東京都八王子市の八王子中央診療所に勤務、その後同診療所理事長。妻の梅村浄（きよら）も小児科医で、東京都西東京市で梅村こども診療所を営み、同診療所でも医師として勤務。2人間に障害児の子ども（梅村涼）があり、この子の父親であり、小児科医でもある1人の人間として、世間の能力主義や優生思想に対して積極的に反対の意見表明を続けている。「障害児を普通学校へ・全国連絡会」の世話人など公的な場での発言も多い。毛利子来と共に、雑誌「小さい・おおきい・よわい・つよい」（ジャパンマシニスト社）の編集者の1人を務めている。
早寝・早起き運動の全国的な普及が進んだ際には、国民教育文化総合研究所主催の公開研究会において、「健康強制社会」の一因であるとして批判を行った。

## 著書
- 『はじめてであう小児科の本』改定三版　福音館書店　2002年
- 『はじめてであう小児科の本（続）』福音館書店　1992年
- 『みんなで子育て! くらし編』ジャパンマシニスト社　2006年